# Nagai Ryūtarō

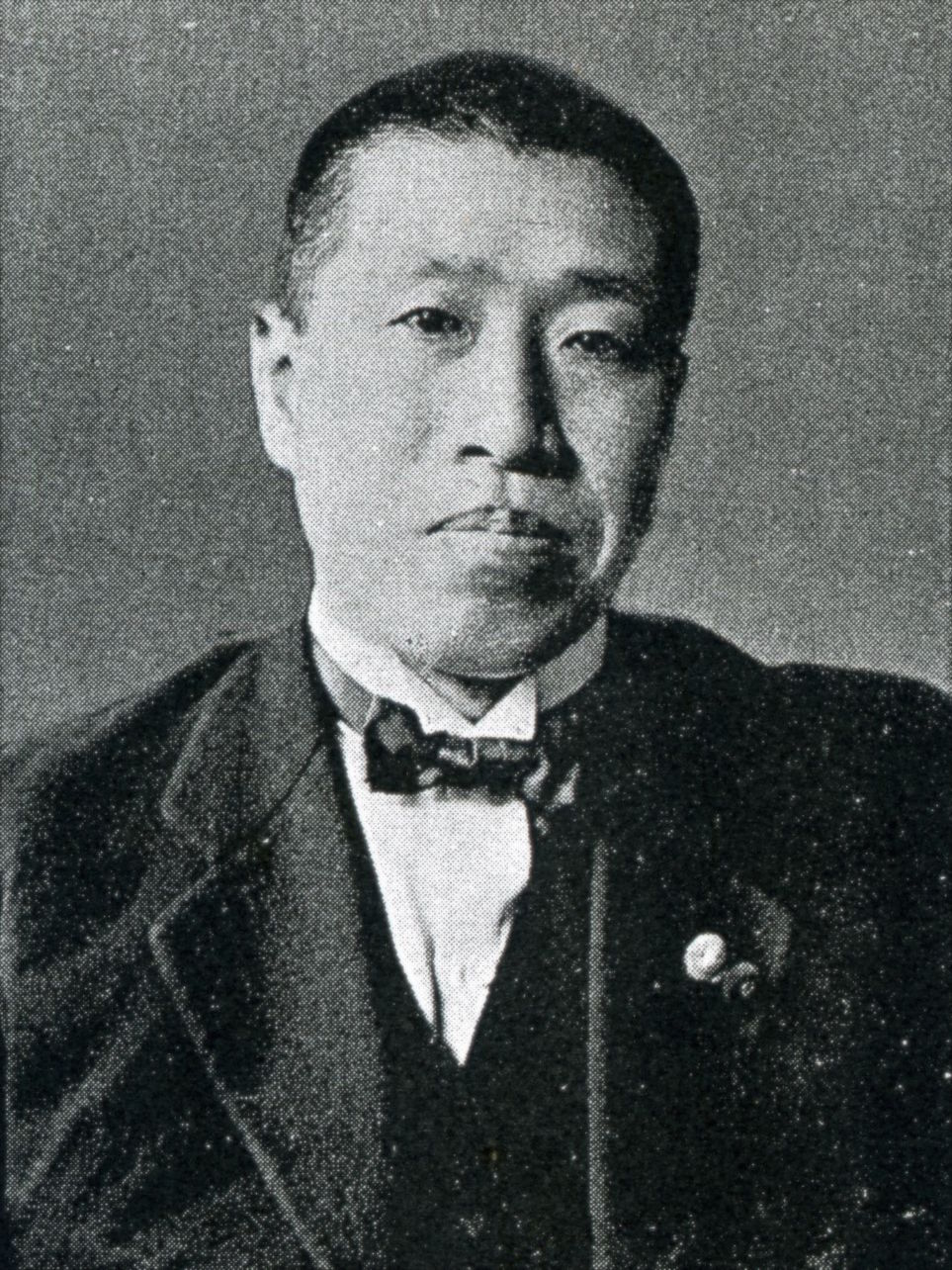
Nagai Ryūtarō

Nagai Ryūtarō (japanisch 永井 柳太郎, geboren 16. April 1881 in der Präfektur Ishikawa; gestorben 4. Dezember 1944) war ein japanischer Hochschullehrer und Politiker während der Taishō- und Shōwa-Zeit.

## Leben
Nagai Ryūtarō machte 1905 seinen Abschluss an der Waseda-Universität. Von 1906 bis 1909 bildete er sich weiter am Harris Manchester College der University of Oxford. nach seiner Rückkehr aus England unterrichtete er an der Waseda Sozial- und Kolonialpolitik und gab die Zeitschrift „Neues Japan“ (新日本, Shin Nippon) heraus, eine führende liberale Zeitschrift in jenen Tagen. 1917 verließ Nagai die Waseda-Universität und schlug eine politische Karriere ein. 1920 gewann er einen Sitz im Unterhaus, den er bis zu seinem Tode behielt. Schon bald wurde er zu einem der bekanntesten Verfechter der Demokratie während der Taishō- und Shōwa-Zeit.
Mit seinem fortschrittlichen Standpunkt und mit seiner Redegewandtheit wurde Nagai als „Champion der Massen“ bekannt. Seit etwa 1932 war er die führende Persönlichkeit der Rikken Minseitō (立憲民政党) genannten Partei. Aber ab den späten 30er Jahren, enttäuscht von den etablierten Parteien und auch von der japanischen Haltung gegenüber dem angloamerikanischen Block, orientierte er sich zunehmend politisch rechts.
In den 30er Jahren war er mehrfach Kabinettsmitglied, so von 1932 bis 1934 Kolonialminister im Kabinett Saitō, von 1937 bis 1939 Minister für Kommunikation im Kabinett Konoe I und dann von 1939 bis 1940 auch im Kabinett Abe Nobuyuki, in diesem war er auch kurzzeitig Eisenbahnminister. Nagai beteiligte sich aktiv an der Etatismus-Bewegung und an der Taisei Yokusankai, einer Vereinigung zur Stärkung des Imperialismus. Während des Pazifikkriegs arbeitete er im Ministerium für die Großostasiatische Wohlstandssphäre, starb dann noch während des Krieges 1944.